# Cichorium
 Cichorium  L., 1753 è un genere di piante angiosperme dicotiledoni della famiglia delle Asteraceae.

## Etimologia
Il nome di questo genere viene dal latino cichorēum "cicoria, radicchio", a sua volta dal greco antico: κιχόριον?, kichórion. La voce greca non ha parentele certe (sostrato pregreco?).
La difficoltà nel trovare l'origine di questo nome sta nel fatto che queste piante erano conosciute fin dai primissimi tempi della storia umana. Abbiamo ad esempio delle citazioni relative alle piante di questo genere nel Papiro di Ebers (ca. 1550 a.C.) e Plinio stesso nei suoi scritti citava la specie Cichorium in quanto conosciuta nell'antico Egitto; il medico greco Galeno consigliava queste piante contro le malattie del fegato; senza contare tutti i riferimenti in epoca romana.
Il nome scientifico del genere (Cichorium) è stato definitivamente fissato dal botanico e naturalista svedese Carl von Linné (1707-1778) nella pubblicazione Species Plantarum del 1753.

## Descrizione

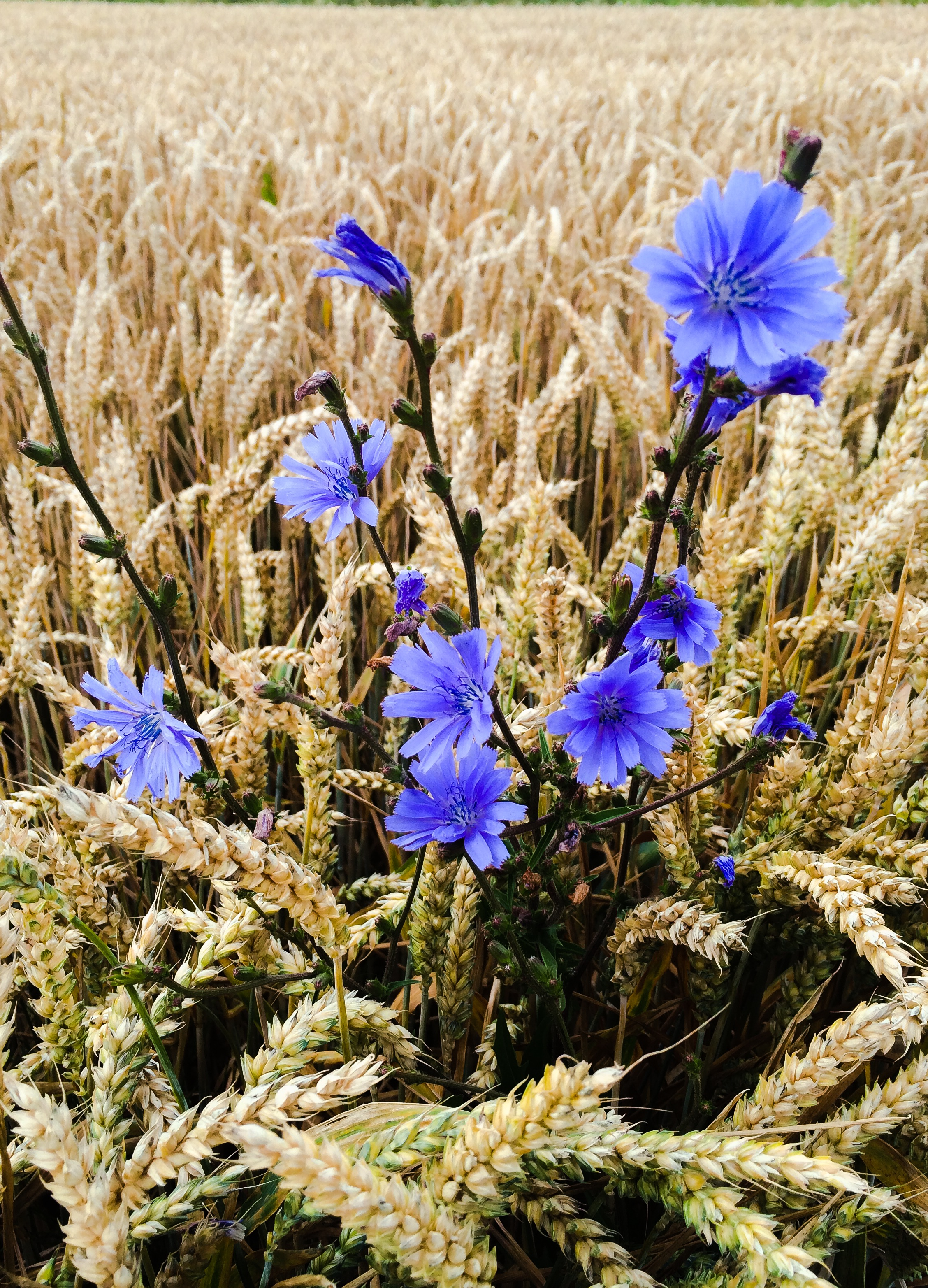
Il portamento
Cichorium intybus

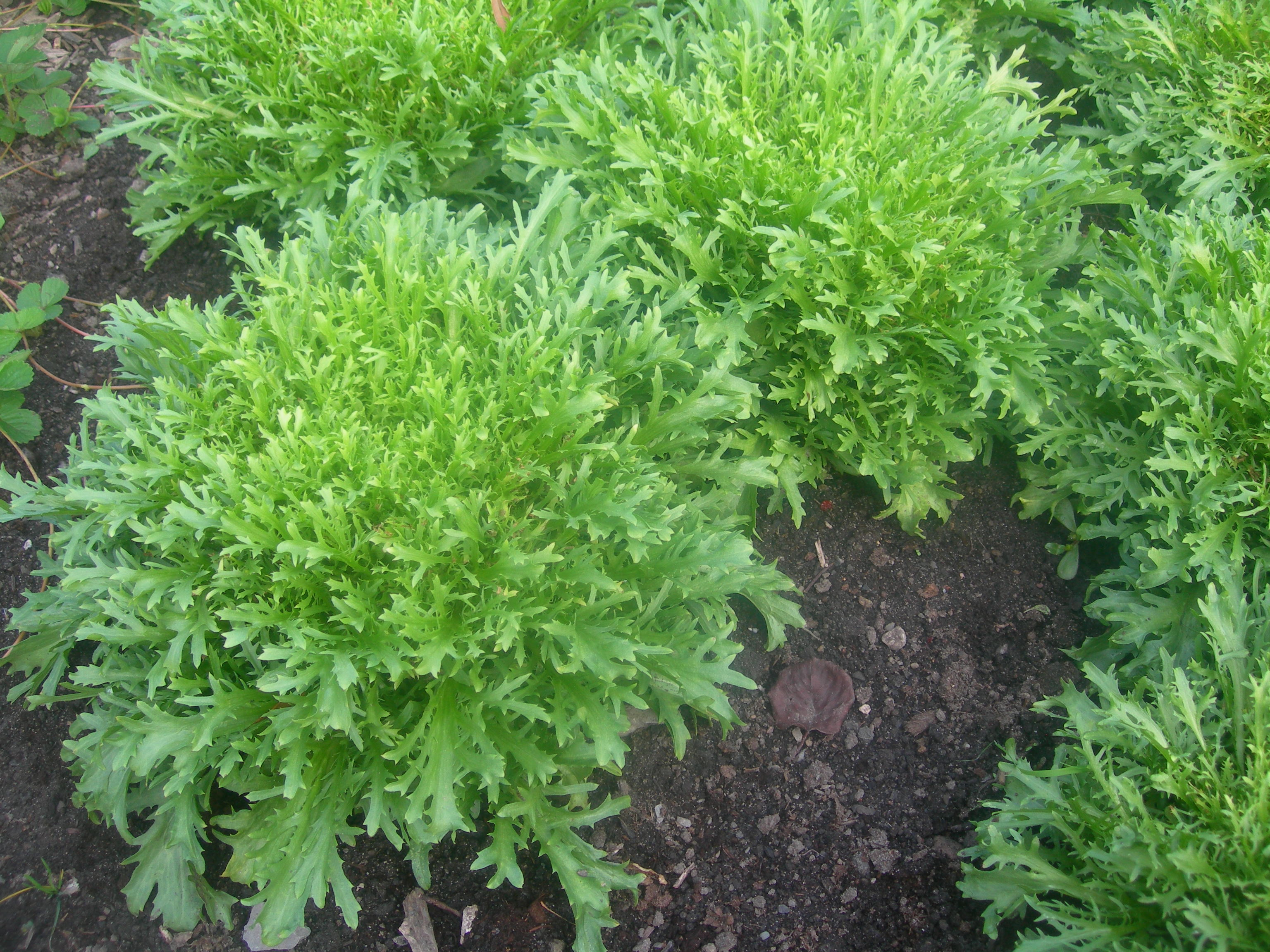
Le foglie
Cichorium endivia

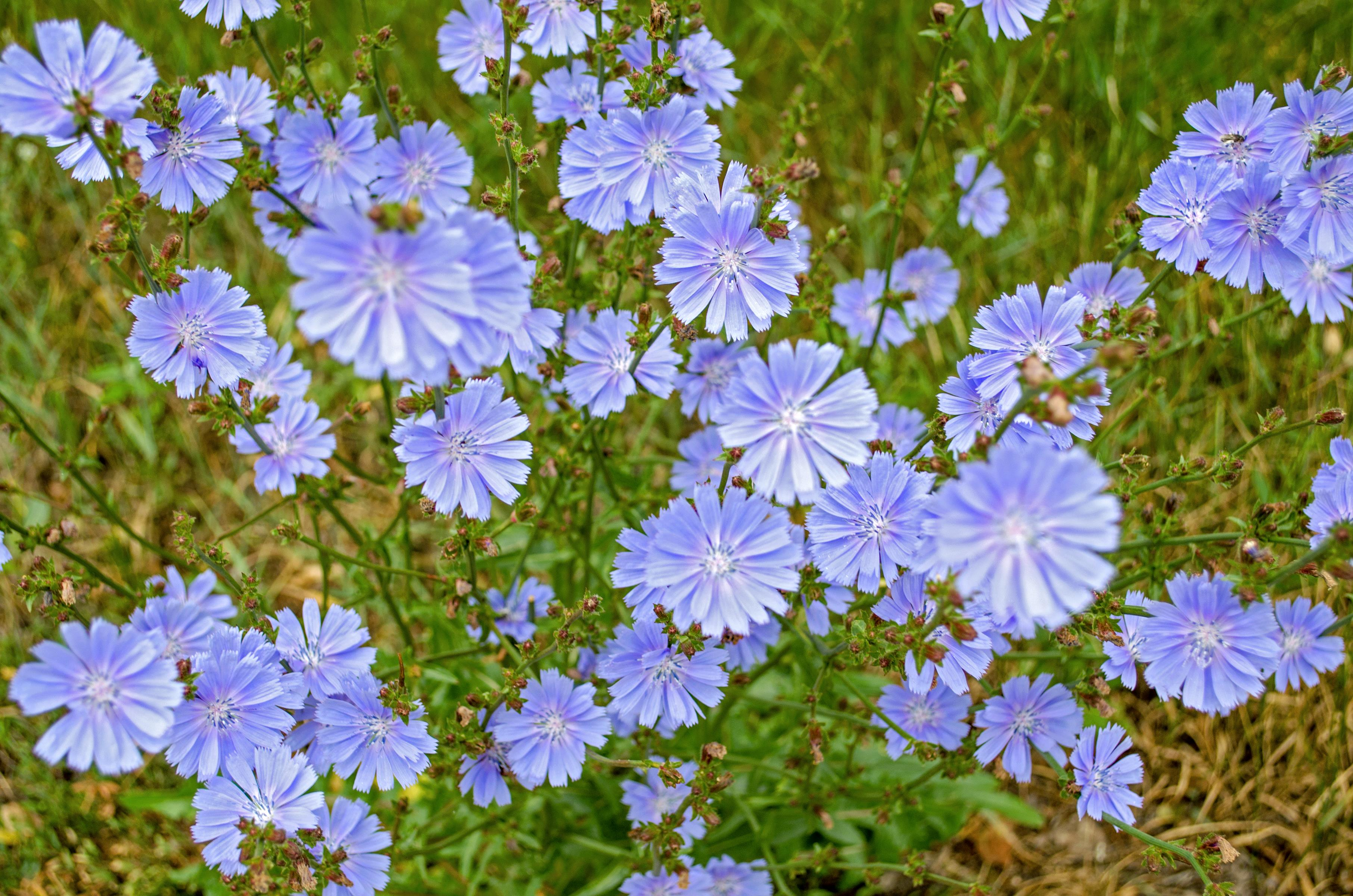
Infiorescenza
Cichorium pumilum

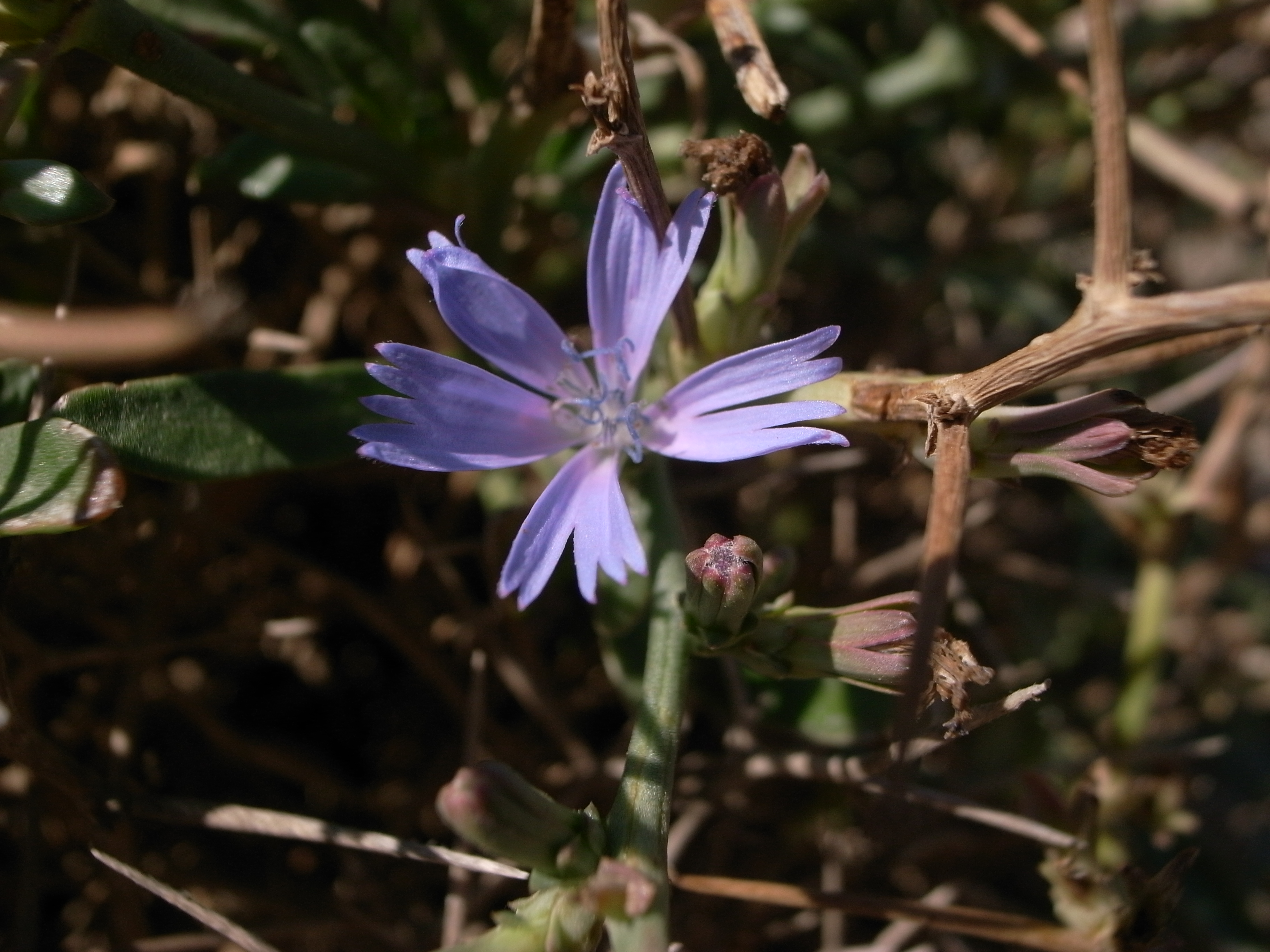
I fiori
Cichorium spinosum

Habitus. Le specie di questa genere sono piante erbacee annue o perenni, con portamenti variabili tra lo scaposo e habitus arbustivi. Il genere non ha una forma biologica ben definita: sono presenti piante emicriptofite, camefite ma anche terofite. In queste specie sono presenti dei canali laticiferi.
Radici. Le radici sono grosse e scure e comunque secondarie da rizoma (fittonanti per le specie annue).
Fusto. Il fusto è perlopiù un grosso e rigido stelo ramoso e foglioso a volte ricoperto da peli. La parte interrata consiste in un rizoma ingrossato che termina in una radice a fittone affusolato (a forma conica), di colore bruno scuro; il rizoma è inoltre ricco di vasi latticiferi amari.
Foglie. Le foglie sono grosso modo lanceolate con margini dentati o lobati a volte roncinati. È presente una rosetta basale sessile a volte persistente alla fioritura. Le foglie lungo il fusto sono disposte in modo alterno.
Infiorescenza. L'infiorescenza è formata da diversi capolini posti lungo il fusto in posizione ascellare su peduncoli dimorfici (quasi nulli oppure lunghi fino a 80 mm). La struttura dei capolini è quella tipica delle Asteraceae : un peduncolo sorregge un involucro cilindrico-conico formato da più brattee (una decina su 2 serie - esterna e interna) embricate, che fanno da protezione al ricettacolo sul quale s'inseriscono i fiori di tipo ligulato. La serie esterna di brattee (dell'involucro) è formata da 5 brattee riflesse con forme da ovate a ovato-lanceolate con apici acuti; sono inoltre più corte della serie interna. La serie interna, formata da 8 brattee, alla fioritura è più carnosa e appressata al corpo dell'involucro. Il ricettacolo è piatto e poco peloso, è inoltre liscio oppure è fornito di squame a forma irregolare, acute e lunghe 0,2 – 1,5 mm.
Fiori. I fiori (da 5 a 20 per capolino), tutti ligulati, sono tetra-ciclici (ossia sono presenti 4 verticilli: calice – corolla – androceo – gineceo) e pentameri (ogni verticillo ha in genere 5 elementi). I fiori sono ermafroditi, fertili e zigomorfi.
- Formula fiorale:

*/x K {\displaystyle \infty }, [C (5), A (5)], G 2 (infero), achenio
- Calice: i sepali del calice sono ridotti ad una coroncina di squame.
- Corolla: le corolle sono formate da un tubo peloso e da una ligula terminante con 5 denti; il colore è lavanda, bianco o azzurro. Le ligule abassialmente possono essere sfumate di viola.
- Androceo: gli stami sono 5 con filamenti liberi e distinti, mentre le antere sono saldate in un manicotto (o tubo) circondante lo stilo.[12] Le antere alla base sono acute. Il polline è tricolporato.[13]
- Gineceo: lo stilo è filiforme. Gli stigmi dello stilo sono due divergenti con la superficie stigmatica posizionata internamente (vicino alla base).[14] Gli stigmi possono essere pelosi sul lato inferiore, oppure sono corti. L'ovario è infero uniloculare formato da 2 carpelli.

Frutti. Il frutto è un achenio con forme coniche da ovoidali o obovoidi a cilindriche e angoloso (quasi prismatico a 3 – 5 spigoli) e allungato, glabro a superficie liscia e terminante con una coroncina di squame; è circondato dal ricettacolo  indurito (in questo caso persistente) e abbracciato dalle brattee dell'involucro (anche queste persistenti). Il frutto è sormontato all'apice da un breve pappo persistente composto da brevissimi dentelli.

## Biologia
- Impollinazione: l'impollinazione avviene tramite insetti (impollinazione entomogama tramite farfalle diurne e notturne).
- Riproduzione: la fecondazione avviene fondamentalmente tramite l'impollinazione dei fiori (vedi sopra).
- Dispersione: i semi (gli acheni) cadendo a terra sono successivamente dispersi soprattutto da insetti tipo formiche (disseminazione mirmecoria). In questo tipo di piante avviene anche un altro tipo di dispersione: zoocoria. Infatti gli uncini delle brattee dell'involucro (se presenti) si agganciano ai peli degli animali di passaggio disperdendo così anche su lunghe distanze i semi della pianta.

## Distribuzione e habitat
Le piante di questo genere sono sparse per tutto il mondo: oltre in Italia e in Europa, sono presenti in Africa orientale (Abissinia), Asia e Americhe (probabilmente importate e quindi naturalizzate). L'habitat (per le specie selvatiche) sono le zone ruderali e gl'incolti, ma anche i margini dei sentieri e strade. Il substrato può essere sia calcareo che siliceo, il pH del terreno è basico (ma anche neutro) con valori nutrizionali medio-alti in ambiente secco o mediamente umido (questi dati valgono soprattutto per le specie alpine)

## Tassonomia
La famiglia di appartenenza di questa voce (Asteraceae o Compositae, nomen conservandum) probabilmente originaria del Sud America, è la più numerosa del mondo vegetale, comprende oltre 23.000 specie distribuite su 1.535 generi, oppure 22.750 specie e 1.530 generi secondo altre fonti (una delle checklist più aggiornata elenca fino a 1.679 generi). La famiglia attualmente (2021) è divisa in 16 sottofamiglie.
Il genere di questa voce, comprendente una 7 specie di cui quattro sono proprie della flora italiana (due coltivate e due selvatiche), appartiene, secondo le classificazioni tradizionali, alla sottofamiglia delle Liguliflorae (capolini con solo fiori ligulati) e alla tribù delle Cichorioideae: sono piante per lo più laticifere con fiori ligulati perfettamente circolari e foglie sparse soprattutto basali..

Invece secondo la Classificazione APG II, la classificazione di questo genere è la seguente:

Famiglia : Asteraceae, definita dal botanico e politico belga Barthélemy Charles Joseph Dumortier (1797 - 1878) in una pubblicazione del 1822.
Sottofamiglia : Cichorioideae, definita da Antoine-Laurent de Jussieu (1748-1836) e Chevall. nel 1828.
Tribù : Cichorieae, definita da Jean-Baptiste de Lamarck (1744-1829) & Augustin Pyrame de Candolle (1778-1841), nel 1806.
Genere : Cichorium, definito dal naturalista svedese L. (1707 – 1778) in una pubblicazione dal titolo "Species Plantarum" nel 1753.

Altre classificazioni suddividono ulteriormente la Tribù nella Sottotribù delle  Cichoriinae, definita dai botanici Alexandre Henri Gabriel de Cassini (1781-1832) e Barthélemy Charles Joseph Dumortier (1797 – 1878) nel 1829.

### Filogenesi
Il genere di questa voce appartiene alla sottotribù Cichoriinae della tribù Cichorieae (unica tribù della sottofamiglia Cichorioideae). In base ai dati filogenetici la sottofamiglia Cichorioideae è il terz'ultimo gruppo che si è separato dal nucleo delle Asteraceae (gli ultimi due sono Corymbioideae e Asteroideae). La sottotribù Cichoriinae fa parte del "quinto" clade della tribù; in questo clade insieme alla sottotribù Microseridinae forma un "gruppo fratello".
I seguenti caratteri sono distintivi per la sottotribù:
- sono presenti dei canali laticiferi (non resinosi);
- i fiori sono in genere bluastri;
- il pappo è minuto (quasi assente) con forme irregolari e circondato da scaglie acute.

La sottotribù, da un punto di vista filogenetico, è suddivisa in due subcadi principali. Nel primo subclade Erythroseris e Cichorium formano un "gruppo fratello", mentre Phalacroseris occupa una posizione basale ad entrambi. Nel second subclade Arnoseris e Tolpis formano un "gruppo fratello", mentre Rothmaleria occupa una posizione basale ad entrambi.
Cichorium, a causa del suo pappo di tipo squamoso, è stato a lungo considerato l'unico genere della sottotribù Cichorieae. In seguito al ritrovamento (nella regione del Corno d'Africa) delle due specie del genere Erythroseris, sulla base di prove morfologiche e molecolari, il nuovo genere è risultato essere "fratello" di Cichorium.
I caratteri distintivi per le specie di questo genere sono:
- il portamento delle piante è annuo o perenne;
- i fusti sono ramosi e fogliosi;
- i capolini sono numerosi con molti fiori e in certi casi con peduncoli spessi;
- il blu dei fiori è brillante;
- gli acheni sono robusti con forme variabili da obovoidi a subcilindriche, sono inoltre debolmente nervati;
- il pappo (minuto) è formato da una o due serie di coroncine di brevi dentelli.

Il numero cromosomico della specie è: 2n = 18 (diploidi).

### Elenco delle specie
Questo genere ha 7 specie:
- Cichorium bottae Deflers
- Cichorium calvum  Sch.Bip.
- Cichorium endivia  L.
- Cichorium glandulosum  Boiss. & A.Huet
- Cichorium intybus  L.
- Cichorium pumilum  Jacq.
- Cichorium spinosum  L.

### Specie spontanee italiane

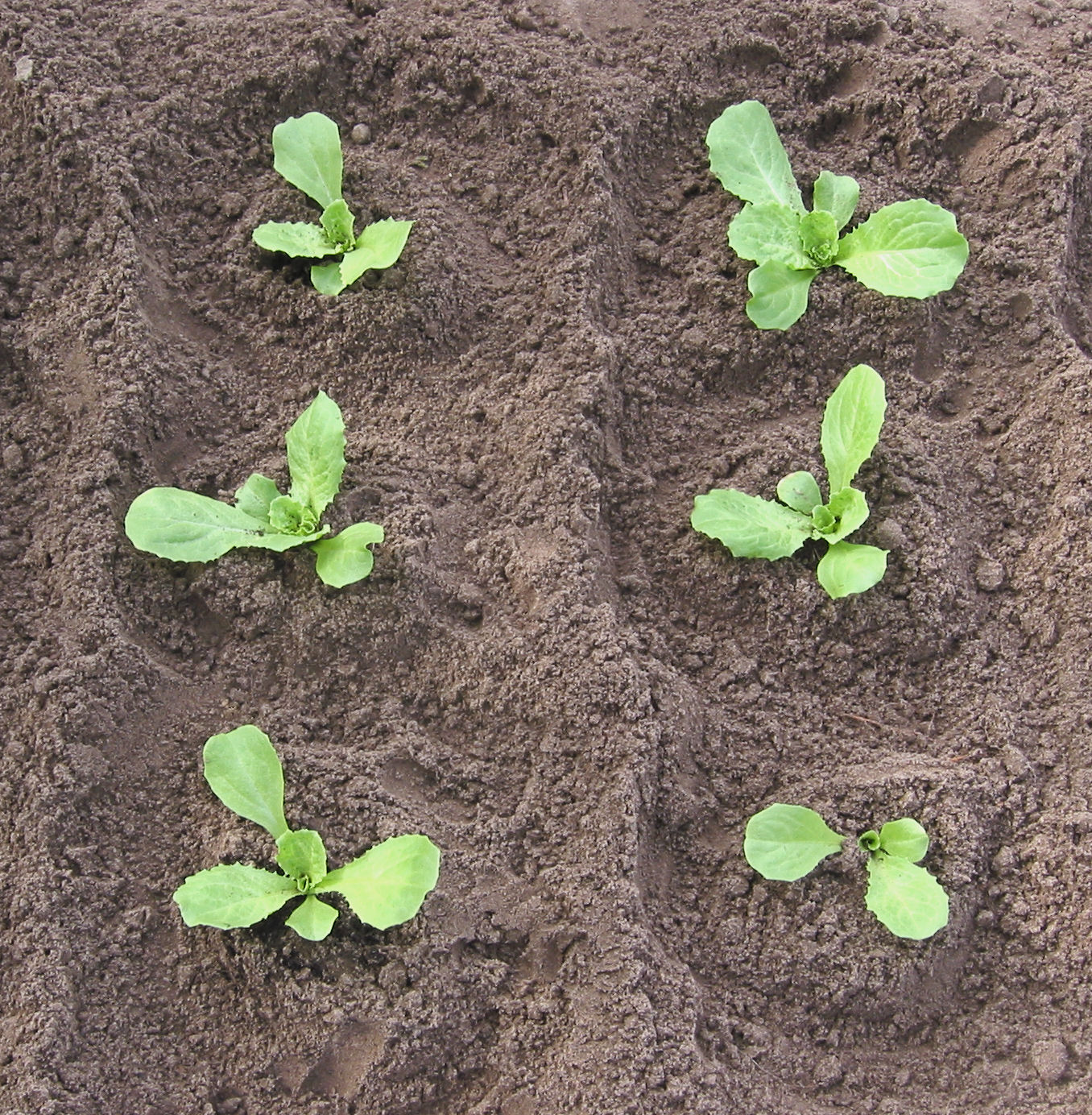
Cichorium endivia

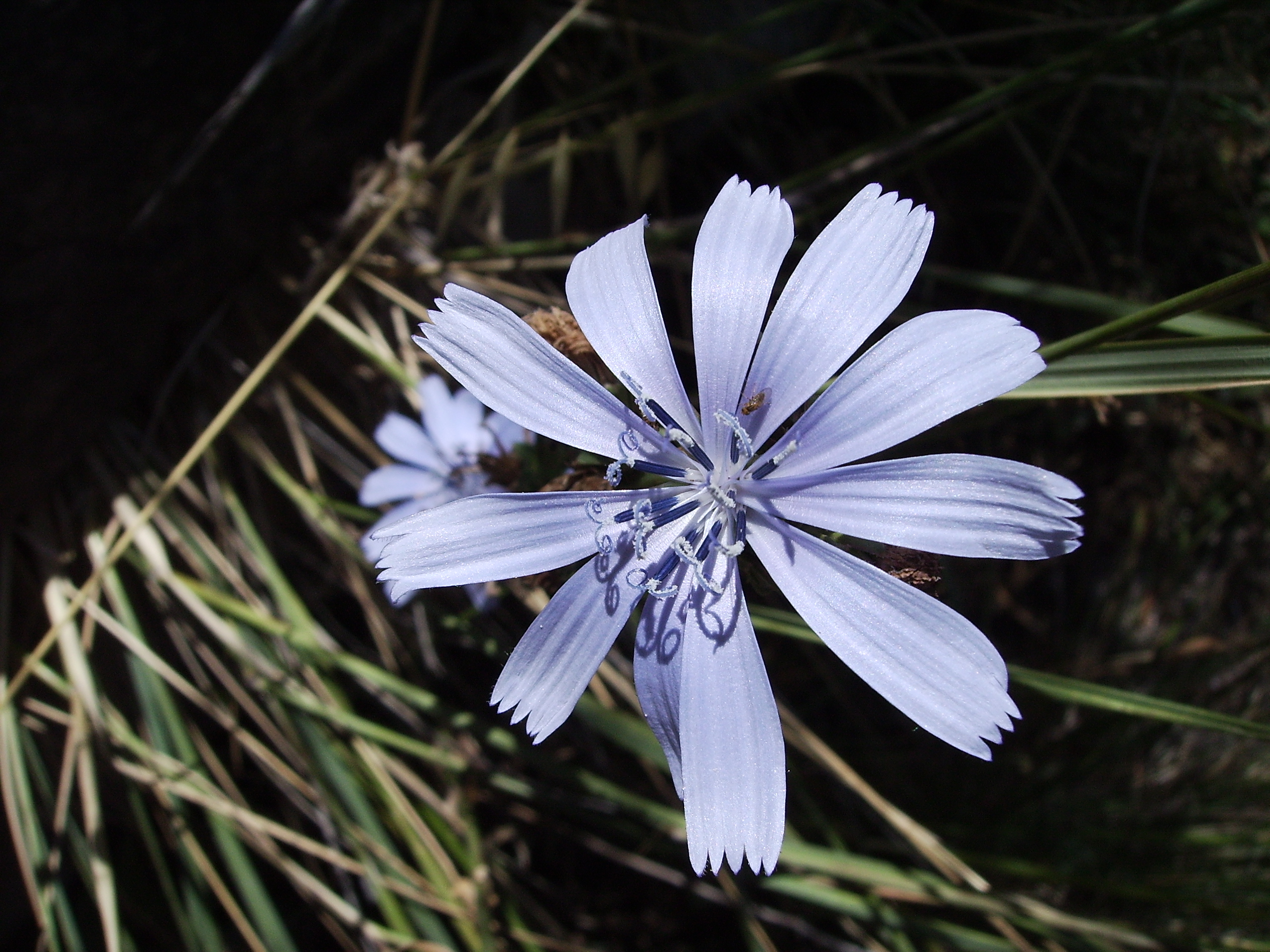
Cichorium intybus

Elenco delle specie presenti nella flora spontanea italiana. L’elenco utilizza in parte il sistema delle chiavi analitiche (vengono cioè indicate solamente quelle caratteristiche utili a distingue un taxon dall'altro):
- 1A: il portamento delle piante è erbaceo senza spine; la dimensione dell'involucro è di 11 - 14 mm;

- 2A: la parte superiore dei peduncoli dei capolini può essere debolmente ingrossata; gli acheni sono lunghi da 8 a 10 volte la lunghezza del pappo;

Cichorium intybus' L. - Cicoria comune, Radicchio: (specie coltivata) il fusto è eretto, lievemente zigzagante e può superare il metro di altezza; le foglie della rosetta basale sono pennatopartite, mentre quelle cauline sono spesso intere e sessili. I fiori sono celesti. La forma biologica della specie è H scap, mentre il tipo corologico è Cosmopolita (specie presente in tutte le zone del mondo). L'habitat tipico per queste piante sono i bordi dei sentieri e strade. È comune in tutto il territorio italiano fino a 1.200  m s.l.m..
- 2B: la parte superiore dei peduncoli dei capolini è ingrossata; gli acheni sono lunghi da 2 a 6 volte la lunghezza del pappo;

Cichorium endivia L. - Indivia: (specie coltivata) questa pianta è completamente glabra; arriva fino a 120 cm di altezza; il ciclo biologico è biennale. La forma biologica della specie è H bienn, mentre il tipo corologico è Euri-Mediterraneo (un areale centrato attorno al Mediterraneo). L'habitat tipico sono gli orti in quanto è largamente coltivata (raramente s'inselvatichisce). È presente su tutto il territorio fino a 1.200 m s.l.m..
Cichorium pumilum Jacq. - Indivia selvatica: (specie selvatica) può arrivare ad una altezza di 60 cm; è una specie molto pelosa, quasi ispida a ciclo biologico annuo. Le foglie sono dentate o lobate in modo irregolare. La forma biologica della specie è T scap, mentre il tipo corologico è Steno-Mediterraneo (un areale compreso tra Gibilterra e il Mar Nero). L'habitat tipico per queste piante sono le zone ruderali e gl'incolti. È presente nell'Italia centrale e meridionale fino a 600 m s.l.m..
- 1B: il portamento delle piante è erbaceo suffruticoso con spine; la dimensione dell'involucro è di 5 - 8 mm;

Cichorium spinosum L. - Cicoria spinosa: (specie selvatica) è una pianta suffrutice con fusto lignificato alta al massimo 30 cm, mentre il fusto a portamento contorto può essere lungo fino a 1 m. La pianta è ramosissima e spinescente con foglie carnose e glabre. Nella parte superiore sono pennatopartite con lobi a forma di lacinie. L'infiorescenza è a gruppi irregolari di capolini. La forma biologica della specie è Ch suffr, mentre il tipo corologico è Steno-Mediterraneo (un areale compreso tra Gibilterra e il Mar Nero). L'habitat tipico per queste piante sono le rupi calcaree. Sul nostro territorio si trova solo in Sicilia fino a 300 m s.l.m..

#### Specie italiane alpine
Delle 4specie spontanee della flora italiana solo 2 vivono sull'arco alpino. La tabella seguente mette in evidenza alcuni dati relativi all'habitat, al substrato e alla distribuzione delle specie alpine.
| Specie | Comunità vegetali | Piani vegetazionali | Substrato | pH     | Livello trofico | H2O   | Ambiente | Zona alpina         |
| --- | ----------------- | ------------------- | --------- | ------ | --------------- | ----- | -------- | ------------------- |
| Cichorium endivia | 5                 | montano collinare   | Ca - Si   | neutro | alto            | medio | B2 B9    | tutto l'arco alpino |
| Cichorium intybus | 5                 | montano collinare   | Ca - Si   | basico | medio           | secco | B2       | tutto l'arco alpino |
| Legenda e note alla tabella. Substrato: con “Ca/Si” si intendono rocce di carattere intermedio (calcari silicei e simili). Zona alpina: vengono prese in considerazione solo le zone alpine del territorio italiano (sono indicate le sigle delle province). Comunità vegetali: 5 = comunità perenni nitrofile. Ambienti: B2 = ambienti ruderali, scarpate; B9 = coltivi umani. |                   |                     |           |        |                 |       |          |                     |

### Sinonimi
Sono elencati alcuni sinonimi per questa entità:
- Acanthophyton Less., 1832
- Endivia Hill, 1756

## Usi

### Farmacia
In generale queste piante stimolano le funzioni, tramite depurazione e disintossicamento, dell'intestino, del fegato e dei reni grazie alle sostanze presenti nelle radici che hanno tra l'altro proprietà digestive. Sono inoltre ipoglicemizzanti, lassative (hanno proprietà purgative), colagoge (facilitano la secrezione biliare verso l'intestino) e cardiotoniche (regolano la frequenza cardiaca).

### Cucina
In cucina l'utilizzo più frequente è quello delle foglie nelle insalate (fresche o cotte). Da queste piante si sono derivati diversi cultivar o varietà orticole come il Radicchio Rosso di Treviso, la Catalogna (cicoria) o Cicoria asparago, oppure il “Radicchio di Bruxelles”.

### Industria
Nell'industria queste piante trovano impiego come succedaneo del caffè, aromatizzante della birra, dolcificante, ma anche come biocarburante.

## Curiosità
Le piante della Cicoria sono spesso usate come alimento dalle larve di alcuni lepidotteri tra cui Xestia c-nigrum e Agrotis segetum entrambi della famiglia dei Noctuidae.